# Кубок Суперліги Китаю з футболу
Кубок Суперліги Китаю з футболу (кит.: 中国足球协会超级联赛杯) — колишній футбольний турнір для команд, що представляли Суперлігу Китаю. Проводився Китайською футбольної асоціацією в 2004—2005 роках, але був скасований через розширення Суперліги до 15 клубів.

## Історія
Кубок Суперліги Китаю з футболу був заснований в першому сезоні після утворення Суперліги Китаю як додатковий турнір, оскільки для 12 клубів, що спочатку входили в Суперлігу, проведених матчів було недостатньо. Проте вже в 2006 році було вирішено відмовитися від формату, а Суперліга була розширена до 15 команд-учасниць. Китайська футбольна асоціація планувала реорганізувати кубок в 2013 році, однак план був відкинутий більшістю клубів Суперліги.

## Фінали
- 2004: Шаньдун Лунен Тайшань 2:0 Шеньчжень Цзяньлібао
- 2005: Ухань Хуанхелоу 2:0, 1:1 Шеньчжень Цзяньлібао